# Суспензія

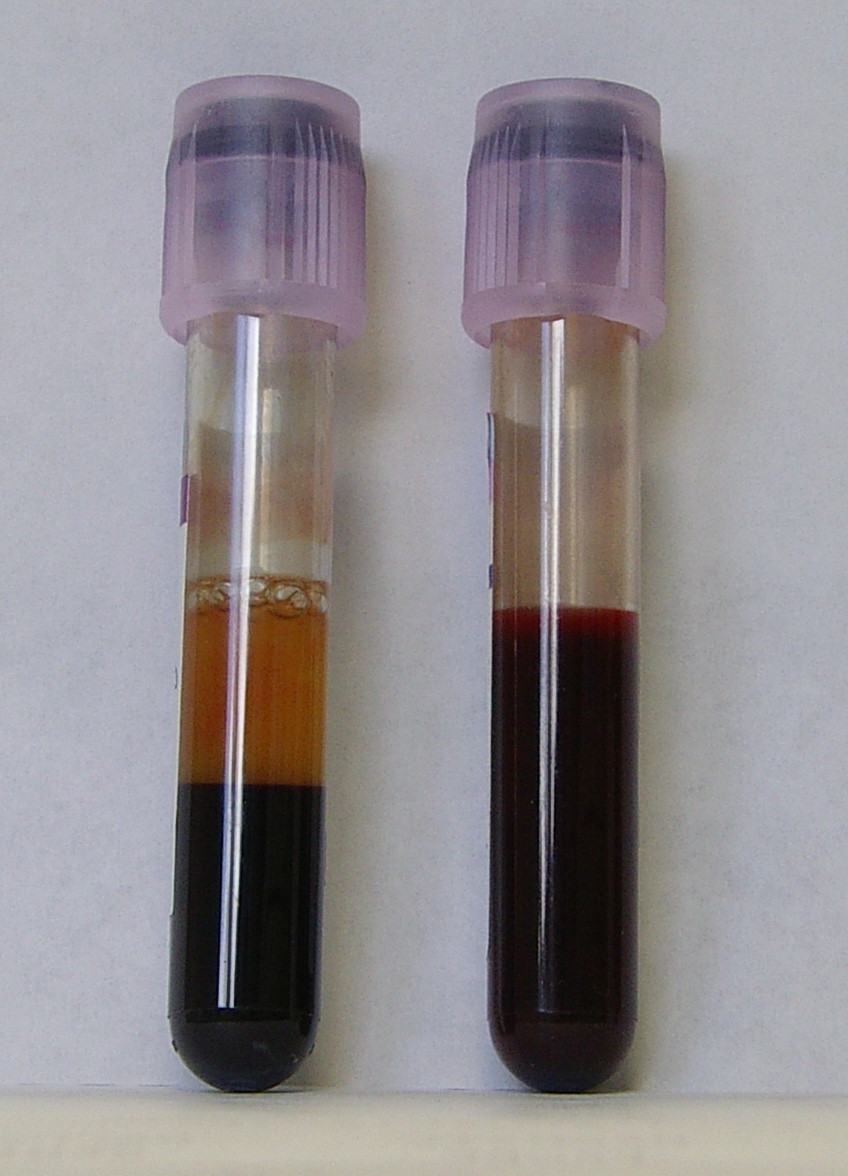
Приклад суспензії: кров.

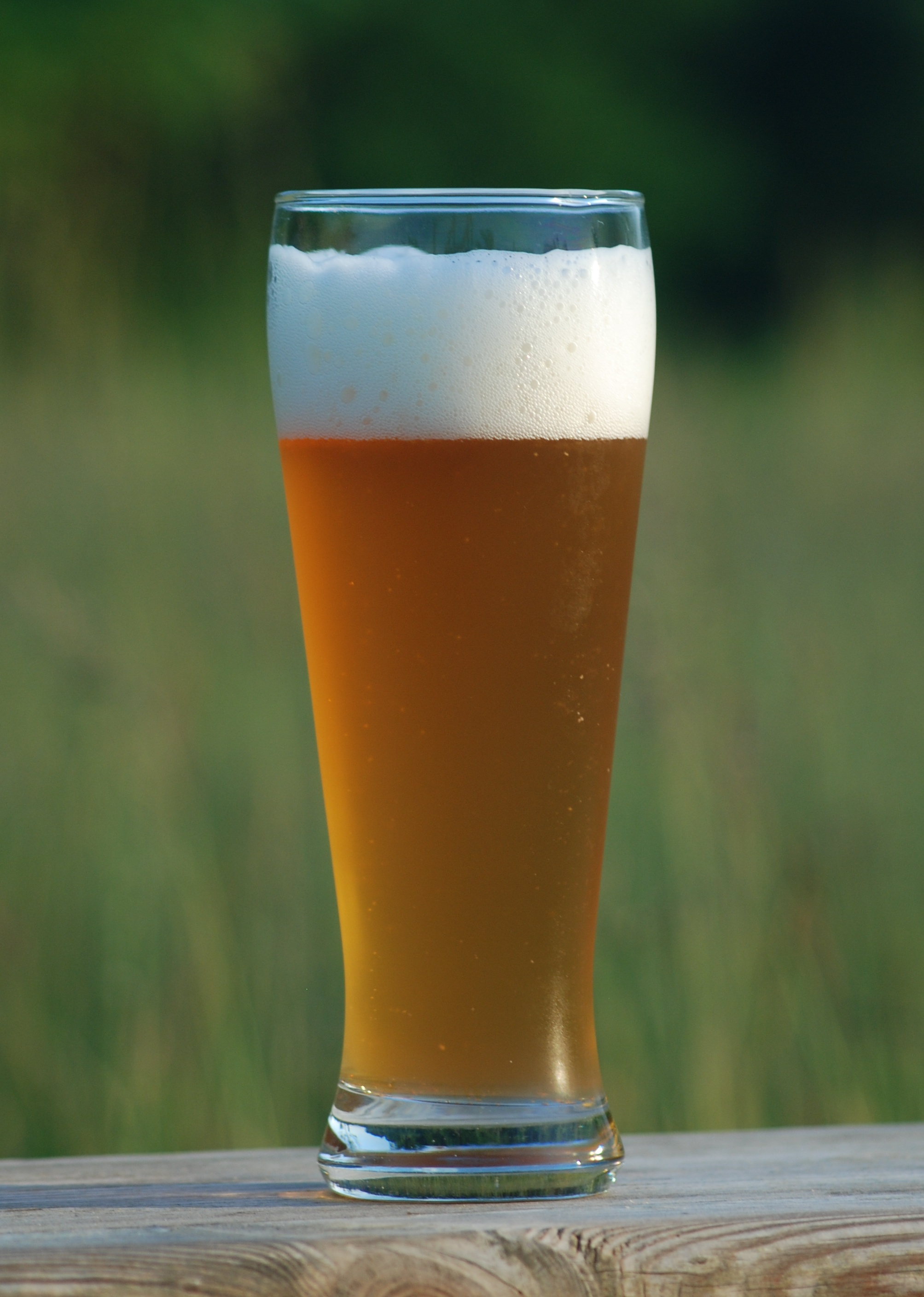
Приклад суспензії: нефільтроване пиво

Суспе́нзія або за́вись (від пізньолат. suspensio — підвішування; англ. suspension; нім. Suspension f, Trübe) — суміш рідини з твердими частинками, що перебувають у завислому стані.

## Наукове визначення
Суспензія — це дисперсна система з рідким дисперсійним середовищем та твердою диспергованою (дисперсною) фазою, частинки якої достатньо великі, щоб протидіяти броунівському руху.

## Загальний опис
Суспензія має властивості неньютонівської рідини та наближається до властивостей в'язкопластичних середовищ. Як правило, частинки дисперсної фази С. мають розмір понад 10−4 см і осідають (седиментують) під дією сили тяжіння. С., в яких седиментація дуже повільна внаслідок малої різниці густини дисперсної фази і дисперсійного середовища, іноді називають зависами. У концентрованих С. легко виникають дисперсні структури. Типові С. — пульпи, бурові промивні рідини, цементні розчини.
Тонкорозмелене вугілля з водою утворює водовугільну суспензію (ВВС), яка з точки зору теплоенергетики у більшості випадків кваліфікується як водовугільне паливо (ВВП).
Суспензії використовують у будівельній технології, виробництві лакофарбових матеріалів, паперу тощо.
Суспензія є окремим випадком дисперсних систем і належить до класу «тверде тіло в рідині», прикладом яких є мул у воді. (Для порівняння: система «рідина в рідині» — емульсія, олія в воді; система «тверде тіло в газі», аерозоль — дим; система «рідина в газі», аерозоль — туман). Для твердої фази в суспензіях характерні розміри часток від 1 мкм до кількох міліметрів. При менших розмірах система зазвичай є колоїдним розчином (в граничному випадку — гомогенною системою, істинним розчином).
Мінеральна суспензія (водовугільна суспензія) — композиційна дисперсна система, яку утворено частинками твердого матеріалу у рідині (найчастіше воді), має властивості неньютонівської рідини та наближається до властивостей в'язкопластичого середовища.

## Властивості суспензії

### В'язкість суспензії
В'язкість суспензії збільшується зі зростанням об'ємної концентрації обважнювача і його дисперсності і не залежить від природи обважнювача і його густини. 

### Стійкість суспензії
Це здатність її зберігати задану густину у різних по висоті шарах. Безструктурні суспензії, застосовувані найчастіше в практиці гравітаційного збагачення, є вкрай нестійкими системами. В міру збільшення структуроутворення суспензії або підвищення вмісту в ній твердого підвищується і її стійкість.
Стійкість суспензії підвищується при додаванні в неї тонких класів обважнювача і рудних шламів. Іноді додають 1—3 % глинистих матеріалів або застосовують суміш порошків матеріалів різної густини (наприклад, суміш феросиліцію з магнетитом або з піротином).
Підвищення стійкості суспензій при одночасному зниженні їхньої в'язкості на 15—35 % може бути досягнуто застосуванням реагентів-пептизаторів, що знижують злипання частинок. Найбільш ефективні гексаметафосфат і триполіфосфат натрію. Реагенти-пептизатори застосовують при значному вмісті шламів в суспензіях і при збагаченні в суспензіях підвищеної густини (понад 2000 кг/м3). Вміст реагентів-пептизаторів у суспензії не повинен перевищувати 0,001—0,5 % від маси обважнювача.
Стійкість суспензії може бути підвищена при одночасному зниженні її в'язкості на 30—40 % за рахунок фізико-механічних впливів (наприклад, за рахунок коливань з частотою 5—8 Гц і амплітудою 6—10 мм).

### Реологічні властивості суспензії

Рис. Співвідношення груп взаємодій і факторів, що визначають в'язкість суспензії

Безліч різних взаємодій фаз у суспензіях можна об'єднати в три основні групи:
• гідродинамічна взаємодія між рідиною і диспергованими твердими частинками, що приводить до збільшення в'язкої дисипації в рідині;
• взаємодія між частинками, що сприяє утворенню пластівців, скупчень, агломератів або структури;
• зіткнення частинок, що викликають в'язкостні взаємодії.
Реологічні властивості суспензій залежать від переваги того чи іншого виду взаємодії. Від низьких до середніх концентрацій дисперсної фази зростає значення гідродинамічного ефекту; від середніх до високих концентрацій починає збільшується роль в'язкісної взаємодії частинок; при дуже високих концентраціях вплив зіткнень частинок переважає над впливом гідродинаміки.
Від низьких до середніх концентрацій дисперсної фази при відсутності взаємного притягання частинок переважає гідродинамічна взаємодія і, якщо рідина ньютонівська, те і суспензія залишається ньютонівською. Зі збільшенням концентрації твердої фази спочатку в'язкість суспензії зростає лінійно, але в області середніх концентрацій вона здобуває нелінійний характер, причому, зі збільшенням концентрації швидкість росту в'язкості стає вище і характер плину суспензії стає неньютонівським. Це явище порозумівається впливом швидкості зрушення сусідніх шарів суспензії.
З ростом притягання між частинками в'язкість суспензії росте, тому що частинки дисперсної фази утворять форми, скупчення, агломерати або структуру, що приводить до появи псевдопластичного характеру плину суспензії і появі тиксотропії, оскільки утворення часток і структура чуттєві до зсуву і піддаються руйнуванню.
При більш сильному притяганні між частинками в'язкість суспензії росте, міцність флокул збільшується і вони витримують деяку напругу зсуву без руйнування. Суспензія в цьому випадку здобуває границю текучості і стає в'язкопластичною. При більш високій міцності флокул про суспензію можна говорити як про пластичну.
При слабкому і середньому притяганні між частинками, але високої концентрації дисперсної фази, виявляються властивості гранулов'язкості і суспензія при цьому перетворюється в пасту. Якщо такий же ефект виникає при сильному притяганні між частинками, але при низьких концентраціях дисперсної фази, то суспензія перетворюється в гель.
Структуроутворення є результатом енергетичної взаємодії між частинками дисперсної фази і дисперсійним середовищем.
Дисперсна фаза суспензій, у залежності від її фізико-хімічних і поверхневих властивостей, а також іонного складу дисперсійного середовища і гідродинамічної взаємодії частинок і середовища, зв'язує деяку кількість рідини і утворює на поверхні частинок адсорбційні, сольватні і подвійні електричні шари, які нерухомі стосовно частинок. Шар рідини, зв'язаний частинками в результаті інтегральної взаємодії фаз і гідродинамічного впливу, є прикордонним. Його товщина важко піддається розрахункам і вимірам. По деяким даним вона складає 0,5-1 мкм і зменшується при збільшенні швидкості обтікання частинок дисперсійним середовищем.
При зсувній течії суспензії відбувається ковзання одного шару рідини з дисперсним середовищем відносного іншого.

## Стабілізація суспензій
З часом суспензія може розділятися на свої компоненти. Здатність опиратися цьому називають стійкістю суспензії. Існує кілька способів розділення:
- Флокуляція — спливання розчинених речовин на поверхню рідини
- Седиментація — осідання частинок на дно
- Агрегація — злипання частинок у великі конгломерати.

Такі процеси відбуваються тим повільніше, чим більш в'язкою є рідина і чим дрібнішими є частинки. Якщо дисперсна фаза складається з гідрофобних частинок для додаткової фіксації використовують стабілізатори — гідрофільні коллоїди, що роблять гідрофобні частинки змочуваними. У якості стабілізаторів використовується камедь, желатоза, метилцелюлоза тощо.